# Linköpings Judoklubb
Linköpings Judoklubb (LJK) grundades år 1958 av Günther Reichardt och har cirka 300 aktiva medlemmar. Huvudtränare är Lars Karlsson. Linköpings judoklubb är ansluten till Svenska judoförbundet som i sin tur är ansluten till riksidrottsförbundet.
Linköpings Judoklubb grundades 1958, men bytte 1972 namn till Linköpings Budoklubb då klubben inhyste flera budoarter. Judosektionen bröt sig sedan ut ur Linköpings Budoklubb 1990 för att återigen bilda en egen judoklubb. 2008 var klubben värd för senior-SM i judo.